# Silmalaid
Silmalaid ist eine unbewohnte Insel, 100 Meter von der größten estnischen Insel Saaremaa entfernt. Die Insel liegt in der Landgemeinde Saaremaa im Kreis Saare. Sie liegt in der Bucht Kiudu lõpp im Kahtla-Kübassaare hoiuala.
Silmalaid ist 130 Meter lang und 80 Meter breit.